# 刑法 (大韓民国)
刑法（けいほう、ヒョンボプ）とは、大韓民国（以下「韓国」という。）における刑事に関する実体法の一般法である「刑法」という名称の法律（1953年9月18日法律第293号、最終改正2025年4月8日法律第20908号。以下「韓国刑法」といい、同法の条項は名称を省略して引用する。）をいう。

## 総論
韓国刑法は、韓国の他の基本法令と同様に、日本刑法（刑法典）やその付属法令の強い影響を受けている。
韓国刑法は、日本刑法やその判例理論を主として参照しつつ、1953年に制定された。朝鮮戦争の余波で混乱する中で、速やかに新しい法典を起草する必要があり、立法者には幅広い調査を実施するための十分な時間はなかった（後掲曺80頁）。そもそも、韓国併合以降、朝鮮刑事令（明治45(1912)年制令第11号）1条1号により、朝鮮における刑事に関する事項は日本刑法の例によるものとされていたという歴史的事情もあった。
その後、韓国の社会は2度のクーデター（1961年5月、1980年5月）や維新体制（1972年）を経験するが、韓国刑法それ自体には大きな変更が加えられることはなかった。他方で、電子計算機の普及等の時代の変化への対応については、日本刑法の改正動向に関心が払われ続けた（例えば、1995年新設のコンピューター等使用詐欺罪（347条の2）は、昭和62(1987)年新設の電子計算機使用詐欺（日本刑法246条の2）の強い影響を受けている。）。
民主化が進展しつつあった1980年代後半から1990年代初めにかけては、政府内に刑事法改正特別委員会が設けられ、韓国刑法の抜本的な改正が検討された。同委員会は、国家権威主義の排除、姦通、賭博等の風紀犯罪の非犯罪化、保安処分の位置付けの見直し等を柱とする改正案を提出した（1991年11月第一次案、1992年5月最終案）。しかし、国会内ではなお議論を要するとの見解も根強く、結局、同委員会の改正案は通過しなかった。

## 基本原理
大韓民国憲法12条1項は、何人も法律によらない処罰又は保安処分を受けない旨を規定し、同憲法13条1項は、全ての国民は行為時の法律により犯罪を構成しない行為により訴追されない旨を規定している。これを受けて、1条1項は、「犯罪の成立及び処罰は、行為時の法律による」と規定し、同条2項は、「犯罪後の法律の変更によりその行為が犯罪を構成せず、又は刑が旧法より軽くなったときは、新法による」（日本刑法6条参照）と規定している。
これらの規定は、韓国刑法がいわゆる罪刑法定主義を採用することを意味している。韓国刑法における罪刑法定主義は、不明確な法の禁止 (lex certa) 、事後法の禁止 (lex praevia) 、類推適用の禁止 (lex stricta) 、慣習刑法の禁止 (lex scripta) という4つの下位原理から構成されると考えられている。

## 総則

### 場所的適用範囲
2条は、「この法律は、大韓民国領域内において罪を犯した内国人及び外国人に適用する」と規定し、属地主義を採用している（日本刑法1条1項参照）。これに加えて、3条は、「この法律は、大韓民国領域外において罪を犯した内国人に適用する」と規定し、属人主義も全面的に採用している（日本刑法3条参照）。公法の場所的適用範囲については、属地主義又は属人主義のいずれか一方を採用するのが通例である（後掲 Horigan 149頁、後掲大谷75頁～76頁。属地主義を原則とするのが日本刑法等であり、属人主義を徹底するのがアメリカ合衆国税法である。）から、韓国刑法は特徴的な立法例といえる。なお、「大韓民国領域」には朝鮮民主主義人民共和国政府の実効支配地域も含まれるが（韓国憲法3条）、この点をふまえた調整規定は存在しない。
4条は、「この法律は、大韓民国領域外にある大韓民国の船舶又は航空機内において罪を犯した外国人に適用する」と規定し、旗国主義を採用している（日本刑法1条2項）。
5条は、「この法律は、大韓民国領域外において〔内乱の罪、国旗に関する罪、通貨に関する罪、公文書に関する罪（225条～230条）等〕を犯した外国人に適用する」と規定し、6条は、双罰性を要件としながらも（同条ただし書）、「この法律は、大韓民国領域外において大韓民国又は大韓民国国民に対して前条に掲げる罪以外の罪を犯した外国人に適用する」（同条本文）と規定している。これは、保護主義を広範に採用したものであり、外国の主権の尊重という理念との関係が問題となり得る（後掲 Horigan 150頁、後掲大谷77頁、79頁参照）。

### 故意、過失等
13条本文は、「罪の構成要件である事実を認識し得なかった行為は、罰しない」（日本刑法38条1項本文参照）と規定し、故意処罰の原則を採用する。また、14条は、過失犯を「正常の注意を怠ることにより罪の構成要件である事実を認識し得なかった行為」と定義し（日本最高裁判所昭和42(1967)年5月25日決定・刑集21巻4号584頁参照）、「法律に特別の規定がある場合に限り、罰する」としている（日本刑法38条1項ただし書参照）。
15条は、事実の錯誤について、加重原因となる構成要件該当事実（1項；日本刑法38条2項参照）や結果的加重犯の結果（2項；日本最高裁判所昭和32(1957)年2月26日判決・刑集11巻2号906頁参照）を認識し得なかったときは、その重い罪や結果的加重犯は成立しないと規定している。また、16条は、法律の錯誤について、「自己の行為が法令により罪とならないものと誤認した行為は、その誤認に正当な理由があるときに限り、罰しない」（日本刑法38条3項参照）と規定している。

### 因果関係等
17条は、因果関係について、「罪の要素となる危険の発生に連結しない〔行為〕は、その結果によっては、罰しない」と規定し、行為との因果関係のない結果を行為者に帰責しない旨を明らかにしている。当然、独立した複数の行為のいずれが結果の発生の原因となったものか判明しないときは、いずれの行為も未遂犯の限度でしか処罰されない（19条）。
18条は、不作為犯について、「危険の発生を防止する義務があり、又は自己の行為により危険の発生の原因を惹起した者が、その危険の発生を防止しないときは、その発生した結果により罰する」と規定し、不作為も作為義務違反の行為として処罰されることを明らかにしている（「何もしていないのに、なぜ、何かをした者と同様に処罰されるのか」という問題が、同条の根底にある。不真正不作為犯参照。）。

### 免責事由
21条1項は、正当防衛について、「自己又は他人の法益に対する現在の不当な侵害を防衛するためにした行為は、相当な理由があるときは、罰しない」（日本刑法36条1項参照）と規定し、21条2項は、過剰防衛を、刑の任意的減免事由としている（日本刑法36条2項参照）。また、21条3項は、誤想過剰防衛について、「夜間その他の不安な状態のもとで、恐怖、驚愕、興奮又はろうばいしたことによる〔過剰防衛行為〕は、罰しない」と規定している（日本盗犯等ノ防止及処分ニ関スル法律1条2項参照）。
22条1項は、緊急避難について、「自己又は他人の法益に対する現在の危難を避けるためにした行為は、相当な理由があるときは、罰しない」（日本刑法37条1項参照）と規定し、21条3項は、20条2項（過剰防衛）及び同条3項（誤想過剰防衛）の規定を緊急避難に準用している。
23条は自救行為とその過剰について、24条は被害者の承諾について、それぞれ規定している。
9条は、刑事未成年者について、「14歳に満たない者の行為は、罰しない」と規定している（日本刑法41条参照）。もっとも、韓国少年法は、12歳以上の触法少年及びぐ犯少年を少年保護事件の対象としている（同法4条1項2号、3号）から、14歳に満たない者の行為が刑事司法法制の対象から完全に除外されているわけではない（韓国少年法は日本少年法の強い影響を受けているから、触法少年やぐ犯少年については、日本の少年保護手続の該当項目も参照。なお、日本少年法は、韓国少年法のような下限年齢を明示していない。）。
10条は、心神障害者について、「心神障害により事物を弁別する能力又は意思を決定する能力がない者の行為は、罰しない」（1項；日本刑法39条1項参照）、「心神障害により前項の能力が微弱な者の行為は、その刑を減軽する」（2項；日本刑法39条2項参照）と規定し、生物学的方法（精神疾患の存否を責任能力の判定の中心に据える方法）と心理学的方法（意思決定能力の存否を責任能力の判定の中心に据える方法）とを併用する混合的方法を採用している（日本大審院昭和6(1931)年12月3日判決・刑集10巻682頁、日本最高裁判所昭和59(1984)年7月3日決定・刑集38巻8号2783頁参照）。
11条（対応する日本刑法40条は平成7(1995)年法律第91号により削除）は聾啞者の行為について、12条は強要された行為について、それぞれ規定している。

### 未遂犯
25条1項は、未遂犯を、「犯罪の実行に着手して行為を終了できず、又は結果が発生しなかったとき」と定義している（日本刑法43条本文参照）。また、27条本文は、不能犯について、「実行の手段又は対象の錯誤により結果の発生が不可能な場合においても、その危険性があったときは、罰する」と規定している。未遂犯が処罰されるのは、個別の条項にその旨明示した罪に限られる（29条；日本刑法44条参照）。
未遂は、任意的減軽事由であり（25条2項；日本刑法43条本文参照）、結果の発生が不可能な未遂は、任意的減免事由である（27条ただし書）。また、「犯人が自己の意思により実行に着手した行為を中止し、又はその行為による結果の発生を防止した」こと（中止犯）は、必要的減免事由である（28条；日本刑法43条ただし書参照）。
28条は、陰謀及び予備について、「犯罪の陰謀又は予備行為が実行の着手に至らなかったときは、法律に特別の規定がない限り、罰しない」と規定しているが、韓国刑法は、陰謀及び予備を処罰する旨の規定を数多く有する。

### 共犯
30条は、共同正犯について、「2人以上共同して罪を犯したときは、各自をその罪の正犯として罰する」と規定している（日本刑法60条参照）。
31条1項は、教唆犯について、被教唆者が犯罪を実行したときは、教唆者にも被教唆者と同一の刑を科す旨を規定している（日本刑法61条1項参照）。なお、被教唆者が犯罪の実行を承諾したものの実行の着手に至らなかったときは、教唆者及び被教唆者が陰謀又は予備に準じて処罰され（31条2項）、被教唆者が犯罪の実行を承諾しなかったときは、教唆者が陰謀又は予備に準じて処罰される（同条3項）。
32条は、従犯について、「人の犯罪を幇助した者」（1項；日本刑法62条1項参照）を、「正犯の刑を減軽」（2項；日本刑法63条参照）して処罰する旨規定している。
33条は、身分犯について、「身分関係によって成立すべき犯罪に加功した行為は、身分関係がない者についても、前3条の規定を適用する。ただし、身分関係により刑の軽重がある場合には、重い刑では、罰しない」と規定している（日本刑法65条1項、2項参照）。
34条は、間接正犯（1項）及び指揮監督者の教唆犯・従犯（2項）について規定している。

### 刑
第1編第3章第1節（41条～50条）は、刑について規定している。刑には、死刑、懲役、禁錮、資格喪失、資格停止、罰金、拘留、科料、没収の9種類がある（41条；日本刑法9条参照）。日本刑法とは、主として次の点が異なる。
- 資格喪失及び資格停止が独立した刑とされていること（41条4号、5号）。
- 有期懲役及び有期禁錮の上限が15年とされ、加重した場合の上限も25年とされていること（42条；日本刑法12条1項、13条1項、14条2項参照）。

同章第2節（51条～58条；日本刑法21条、42条、66条～72条参照）は、刑の量定（量刑）について規定している。
同章第3節（59条～61条）は、刑の宣告猶予について規定している。これは、日本刑法にはない制度である。刑の宣告猶予には、保護観察を伴うもの（プロベーション）とこれを伴わないものとがある。
同章第4節（62条～65条）は、刑の執行猶予について規定している。日本刑法とは、主として次の点が異なる。
- 罰金の執行猶予の制度がないこと（62条1項本文；日本刑法25条1項柱書参照）。
- 前科を有する者に対する刑の執行猶予の制限（62条1項ただし書；日本刑法25条1項各号参照）。
- 付随処分として、保護観察、社会奉仕命令又は受講命令を選択し得ること（62条の2第1項）。従来、これら3つの処分は、少年に対する保護処分（韓国少年法32条1項2号、3号、3項）としてのみ課し得たものであるが、1995年に韓国刑法にも導入された。

## 各則
第2編（87条～372条）は、各罪に固有の構成要件（特別構成要件）を規定している。同編所定の各罪は、国家的法益に対する罪、社会的法益に対する罪及び個人的法益に対する罪に大別することができ（後掲曺87頁）、それぞれ第1章～第11章、第12章～第23章、第24章～第42章に概ね対応する。

### 国家的法益に対する罪
国家的法益に対する罪は、概ね、内乱の罪（第2編第1章；日本刑法第2編第2章参照）、外患の罪（第2編第2章；日本刑法第2編第3章参照）、国旗に関する罪（第2編第3章）、国交に関する罪（第2編第2章；日本刑法第2編第4章参照）、公安を害する罪（第2編第5章；日本刑法第2編第8章参照）、爆発物に関する罪（第2編第6章；日本爆発物取締罰則参照）、公務員の職務に関する罪（第2編第7章；日本刑法第2編第25章参照）、公務妨害に関する罪（第2編第8章；日本刑法第2編第5章参照）、逃走及び犯人隠匿の罪（第2編第9章；日本刑法第2編第6章、第7章参照）、偽証及び証拠隠滅の罪（第2編第10章；日本刑法第2編第7章、第20章参照）、誣告の罪（第2編第11章；日本刑法第2編第20章参照）の各章に規定されている。
第95条から第99条（利敵罪および間諜罪；1947年改正前の日本刑法第82条から第86条参照）および第104条（同盟国規定；1947年改正前の日本刑法第89条参照）のように日本国憲法の施行に伴い日本では削除された規定に相当するものが残っているほか、第94条（募兵利敵罪）のように、1940年に発表されたが成立しなかった改正刑法仮案に由来する、日本では制定されなかった規定も現存している。
国旗に関する罪及び外国の国旗、国章の冒涜罪（109条）については、表現の自由を侵害するおそれがあるとの指摘がなされている（後掲曺87頁、同所引用の United States v. Eichman, 496 U.S. 310(1990)（旗の焼損とアメリカ合衆国憲法修正第1条との関係）、 Texas v.Johnson, 491 U.S. 397(1989)（旗の焼損に関する被告人の信条と州の平和を維持する利益との関係）、後掲 Horigan 151頁～152頁参照）。

### 社会的法益に対する罪
社会的法益に対する罪は、概ね、信仰に関する罪（第2編第12章；日本刑法第2編第24章参照）、放火及び失火の罪（第2編第13章；日本刑法第2編第9章参照）、溢水及び水利に関する罪（第2編第14章；日本刑法第2編第10章参照）、交通妨害の罪（第2編第15章；日本刑法第2編第11章参照）、飲用水に関する罪（第2編第16章；日本刑法第2編第15章参照）、あへんに関する罪（第2編第17章；日本刑法第2編第14章、あへん法第2章参照）、通貨に関する罪（第2編第18章；日本刑法第2編第16章参照）、有価証券、郵票及び印紙に関する罪（第2編第19章；日本刑法第2編第18章、外国ニ於テ流通スル貨幣紙幣銀行券証券偽造変造及模造ニ関スル法律、通貨及証券模造取締法、郵便切手類模造等取締法、印紙犯罪処罰法、印紙等模造取締法参照）、文書に関する罪（第2編第20章；日本刑法第2編第17章参照）、印章に関する罪（第2編第21章；日本刑法第2編第17章参照）、性風俗に関する罪（第2編第22章；日本刑法第2編第22章参照）、賭博及び富くじに関する罪（第2編第23章；日本刑法第2編第23章参照）の各章に規定されている。
姦通罪（241条；削除前の日本刑法183条参照）については、学説は、刑事法ではなく、家庭法院が取り扱うべき問題であって、非犯罪化すべきであるという見解が大勢を占めている（後掲曺88頁、同所引用の裵鐘大『刑法各論（第3版）』（1999年）670頁～672頁、李在祥『刑法各論（第4版）』（2000年）595頁～596頁、朴相基『刑法各論』（1999年）527頁～528頁、後掲 Horigan 154頁引用の Kuk Cho, "The Crime of Adultery in Korea: Inadequate Means for Maintaining Morality and Protecting Women," Journal of Korean Law, Vol.2/1, Seoul: Seoul National University, 2002, pp. 81- 参照）。しかし、韓国憲法裁判所は、姦通罪が違憲であるとの見解を採用しておらず（同裁判所1990年9月10日決定・89憲カ82）、同裁判所が表現の自由に関する法律等について違憲であるとの判断を数多く示してきたことに照らすと意外であるとの評（後掲 Horigan 154頁～155頁）もある。その後、第241条について2015年2月26日に憲法裁判所は違憲決定を出し、2016年1月16日の刑法改正で削除された。
淫画等に関する罪（243条、244条）及び公然淫乱罪（245条）については、法文中の「淫乱な……品物」や「淫乱な行為」を定義した条項がなく、解釈の余地が相当大きいため、政治的動機に基づく訴追がなされ易いという問題を指摘する見解（後掲 Horigan 155頁）がある。また、若い世代を中心とする性意識の変容に対応し切れていないという問題を指摘する見解（後掲 Horigan 155頁）もある。

### 個人的法益に対する罪
個人的法益に対する罪は、概ね、殺人の罪（第2編第24章；日本刑法第2編第26章参照）、傷害及び暴行の罪（第2編第25章；日本刑法第2編第27章参照）、過失致死傷の罪（第2編第26章；日本刑法第2編第28章参照）、堕胎の罪（第2編第27章；日本刑法第2編第29章参照）、遺棄及び虐待の罪（第2編第28章；日本刑法第2編第30章参照）、逮捕及び監禁の罪（第2編第29章；日本刑法第2編第31章参照）、脅迫の罪（第2編第30章；日本刑法222条、暴力行為等処罰ニ関スル法律1条参照）、略取及び誘拐の罪（第2編第31章；日本刑法第2編第33章参照）、強姦及び醜行の罪（第2編第32章；日本刑法第2編第22章参照）、名誉に関する罪（第2編第33章；日本刑法第2編第34章参照）、信用、業務及び競売に関する罪（第2編第34章；日本刑法96条の3、第2編第35章参照）、秘密侵害の罪（第2編第35章；日本刑法第2編第13章参照）、住居侵入の罪（第2編第36章；日本刑法第2編第12章参照）、権利の行使を妨害する罪（第2編第37章；日本刑法96条の2、223条、人質による強要行為等の処罰に関する法律参照）、窃盗及び強盗の罪（第2編第38章；日本刑法第2編第36章、盗犯等ノ防止及処分ニ関スル法律参照）、詐欺及び恐喝の罪（第2編第39章；日本刑法第2編第37章参照）、横領及び背任の罪（第2編第40章；日本刑法第2編第38章参照）、盗品に関する罪（第2編第41章；日本刑法第2編第39章参照）、損壊の罪（第2編第42章；日本刑法第2編第40章参照）の各章に規定されている。 
尊属殺害罪（250条2項；削除前の日本刑法200条参照）やその他の尊属に対する罪に関する規定に、儒教道徳の影響を見出す見解は多い（後掲 Horigan 156頁等）。尊属殺害罪が韓国憲法11条1項の平等原則に違反しないかという問題については、学説は分かれている（後掲曺89頁及び同所が合憲説として引用の金日秀『刑法各論（第3版）』（1999年）31頁、李在祥『刑法各論（第4版）』（2000年）25頁、朴相基『刑法各論』（1999年）28頁、違憲説として引用の裵鐘大『刑法各論（第3版）』（1999年）75頁、任雄『刑法各論』（2000年）30頁～31頁参照）。この問題に関する判例は、まだ紹介されていない。
婚姻偽装等による姦淫罪（304条）が国家による私的領域に対する過干渉ではないかという問題についても、学説は分かれている（後掲曺89頁及び同所が同条批判説として引用の裵鐘大『刑法各論（第3版）』（1999年）241頁、朴相基『刑法各論』（1999年）165頁、任雄『刑法各論』（2000年）39頁、同条肯定説として引用の金日秀『刑法各論（第3版）』（1999年）160頁～161頁参照）が、2008年に開始した刑法改正作業では削除が予定され、2009年11月26日、憲法裁判所はこの規定を男女平等に反するだけなく、女性を保護するという美名の下で女性の性的自己決定権を否定しており、女性の尊厳と価値に逆行する、個人の性行為は法律で統制すべきものではない、私生活の内密な領域に属する部分であるため、国は干渉と規制を最大限自制すべきだと判断し、違憲決定を出し、2012年12月18日の刑法改正で削除された。
名誉に関する罪については、アメリカ合衆国においては名誉毀損は民事上の不法行為となり得るのみで、犯罪とはされていないことをふまえて、表現の自由を保護するために非犯罪化すべきであるとの見解もある（後掲 Horigan 157頁）。